# Epinecrophylla gutturalis
Epinecrophylla gutturalis е вид птица от семейство Thamnophilidae. Видът е почти застрашен от изчезване.

## Разпространение и местообитание
Видът е разпространен в субтропичните и тропически влажни равнинни гори на Бразилия, Френска Гвиана, Гвиана, Суринам и Венецуела.